# Ілля Бейлі
Ілля Бейлі (англ. Elijah Baley) — вигаданий персонаж творів Айзека Азімова про роботів.
Головний герой творів:
- Сталеві печери
- Оголене сонце
- Роботи світанку
- Дзеркальне відображення

Згадується також в творі Роботи та Імперія

## Біографія
Він детектив відділу убивств Департаменту поліції Нью-Йорка в 3000 році. Як і всі земляни того часу, він дуже агорафобний.

### Сталеві печери
В «Сталевих печерах» він разом із Р. Даніел Оліво розслідує вбивство косміта.

### Оголене сонце
Через декілька років Ілля Бейлі разом із Р. Даніел Оліво за завданням уряду Аврори розслідував вбивство чоловіка Гледії Дельмар (англ. Gladia Delmarre) на малонаселеній високороботизованій планеті Солярія.

### Роботи світанку
Потім на Аврорі, разом із Р. Даніел Оліво, розслідував вбивство його двійника робота Р. Джандера Пенела в домі Гледії Дельмар. В цьому вбивсті звинувачували доктора Фастольфа, що, в разі підтвердження скоєння ним злочину, могло призвести до втрати землянами перспектив заселити галактику.
В штаті доктора Фастольфа був також робот Р. Жискар Рівентлов (англ. R. Giskard Reventlov), що мав унікальну таємну властивість керувати психікою людей та роботів.

### Дзеркальне відображення
Розслідує суперечку двох математиків на науковій конференції.